# Pseudognaphalium marranum
Pseudognaphalium marranum là một loài thực vật có hoa trong họ Cúc. Loài này được (Philipson) Hilliard miêu tả khoa học đầu tiên năm 1981.